# Mausoléo
Mausoléo est une commune française située dans la circonscription départementale de la Haute-Corse et le territoire de la collectivité de Corse. Elle appartient à l'ancienne piève de Giussani.

## Géographie

### Situation
Avec Pioggiola, Olmi-Cappella et Vallica, Mausoléo est l'une des quatre communes de la piève de Giussani, une microrégion montagneuse de l'arrière-pays balanin située dans la partie septentrionale du parc naturel régional de Corse, au nord-ouest de l'île.

### Relief

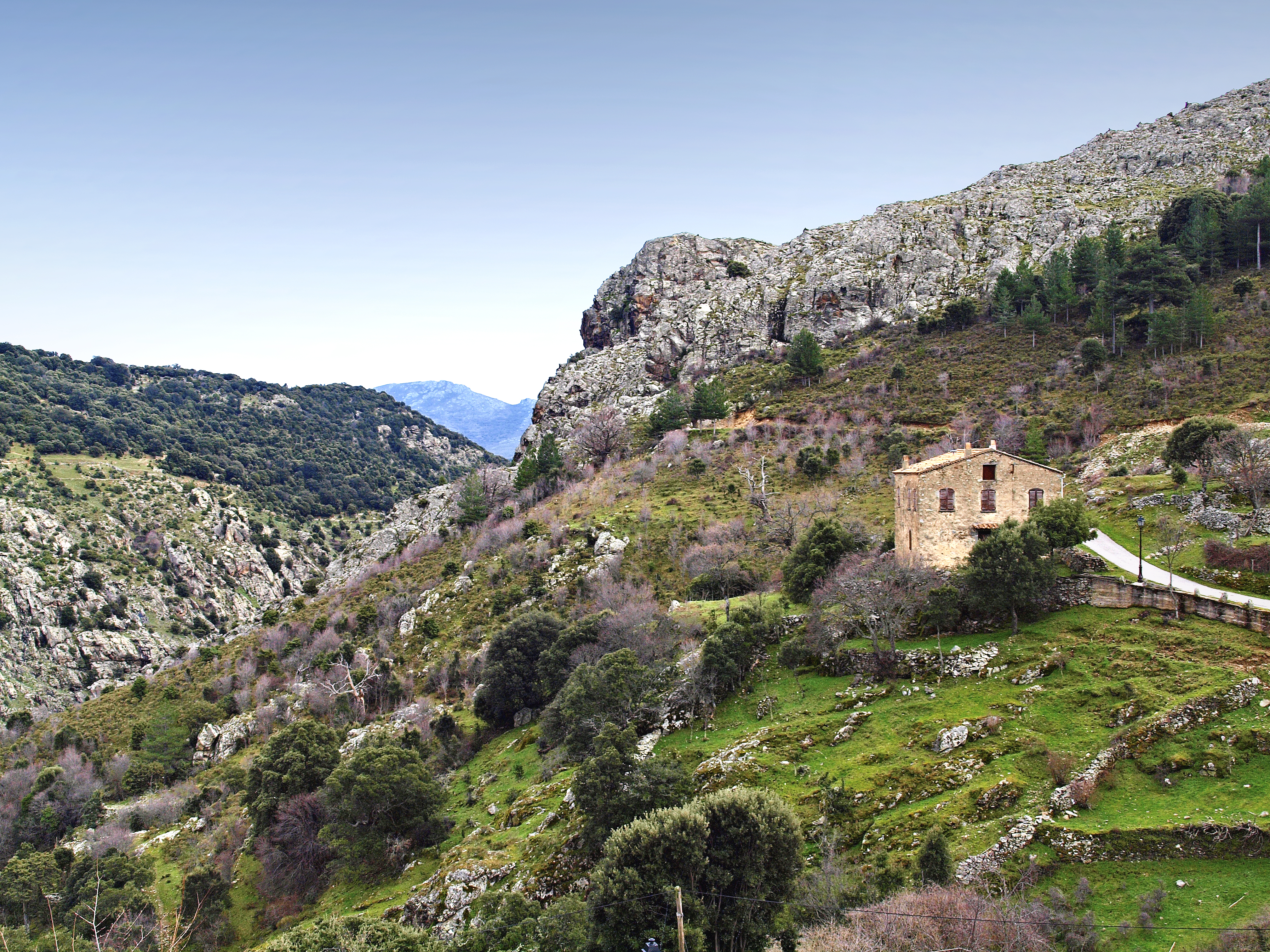
Gorges du Francioni (Maison Denis).

Mausoléo est une commune enclavée par celle d'Olmi-Cappella dans toute sa partie orientale et méridionale. Le ruisseau de Francioni dans sa partie basse la sépare d'Olmi-Cappella.
Sa partie orientale, comprise entre Pioggiola au nord et Calenzana à l'ouest, est représentée par un chaînon de montagnes partant de Punta Radiche (2 012 mètres), passant par Punta di Sordali (1 845 mètres), Cima all'Altare (1 781 mètres), Cima Gallichiccia (1 279 mètres) jusqu'à Cima Pagliaghju (1 183 mètres).
Les deux flancs du chaînon montagneux, délimités par la Tartagine au sud et par la rivière de Melaja son affluent au nord, sont boisés et couverts de pins laricio. Ils représentent près de la moitié de la forêt domaniale de Tartagine-Melaja.
Le territoire de la commune occupe l'amont de la vallée de la Tartagine, cerné par le vaste cirque de Tartagine lequel est formé par les hauts sommets que sont Monte Padro, Cima di a Statoja, Capu Ladroncellu, Monte Corona, Capu a u Dente, Monte Grosso et San Parteo.
Le territoire de la commune compte plus de 1 000 hectares de prés.

### Accès
Une seule route permet l'accès au village de Mausoléo : la D  563. Celle-ci s'y termine en cul-de-sac.
Pour y arriver, emprunter la D 963 jusqu'à l'intersection avec la D 563. Le village se situe à près de 2 km plus loin.
La route D 963 continue jusqu'à la maison forestière de Tartagine-Melaja devenu un gîte d'étape en 2006. Elle se poursuit en une piste remontant dans la forêt territoriale de Tartagine, longeant le cours de la Tartagine et se terminant sur le territoire communal.

## Urbanisme

### Typologie
Au 1er janvier 2024, Mausoléo est catégorisée commune rurale à habitat très dispersé, selon la nouvelle grille communale de densité à sept niveaux définie par l'Insee en 2022.
Elle est située hors unité urbaine et hors attraction des villes,.

### Occupation des sols
L'occupation des sols de la commune, telle qu'elle ressort de la base de données européenne d’occupation biophysique des sols Corine Land Cover (CLC), est marquée par l'importance des forêts et milieux semi-naturels (100 % en 2018), une proportion identique à celle de 1990 (100 %). La répartition détaillée en 2018 est la suivante : 
espaces ouverts, sans ou avec peu de végétation (44 %), milieux à végétation arbustive et/ou herbacée (31,6 %), forêts (24,4 %). L'évolution de l’occupation des sols de la commune et de ses infrastructures peut être observée sur les différentes représentations cartographiques du territoire : la carte de Cassini (XVIIIe siècle), la carte d'état-major (1820-1866) et les cartes ou photos aériennes de l'IGN pour la période actuelle (1950 à aujourd'hui).

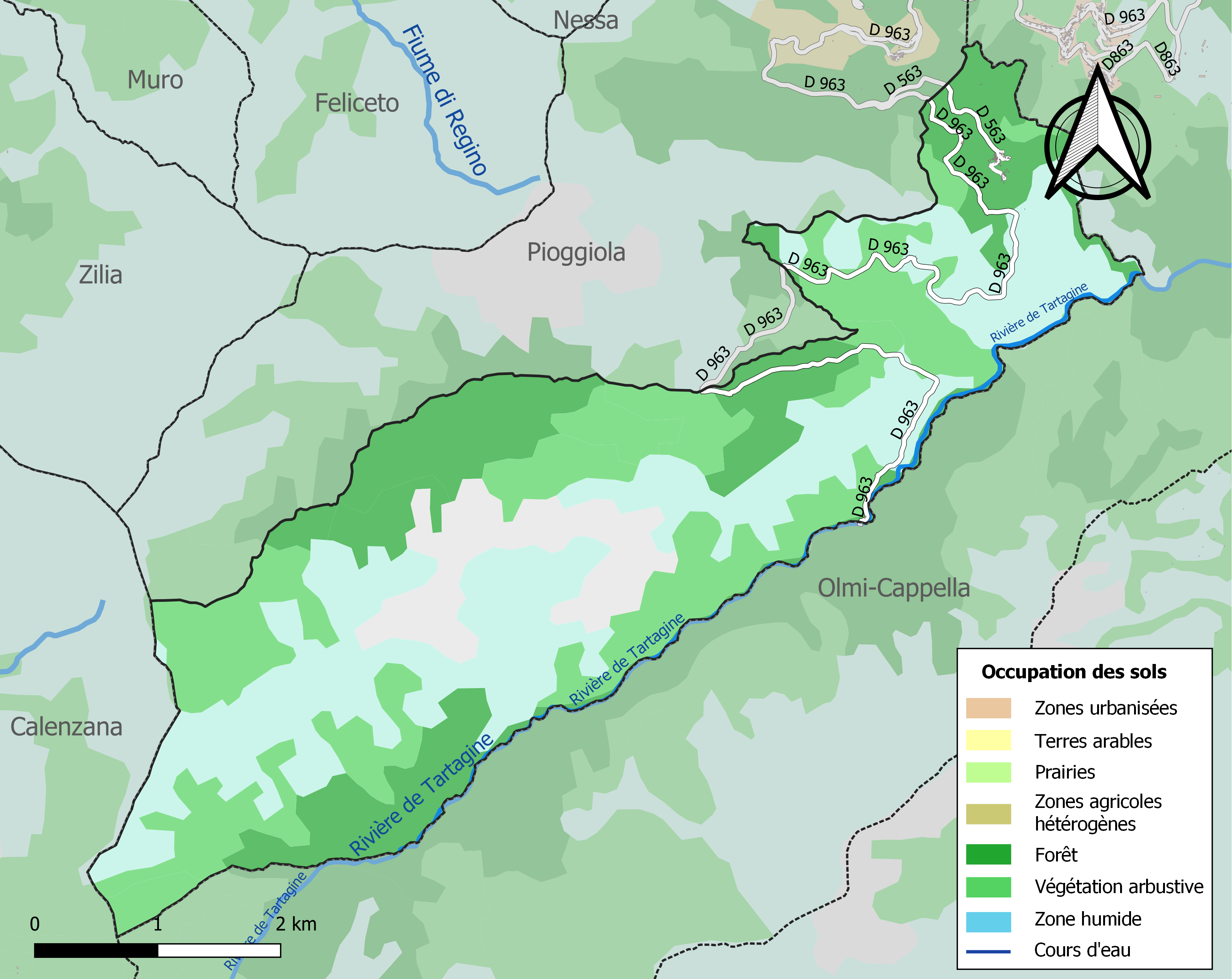
Carte des infrastructures et de l'occupation des sols de la commune en 2018 (CLC).

## Histoire

### Moyen Âge
D'après Giovanni della Grossa, chroniqueur insulaire de la fin du XIVe siècle et du début du XVe siècle, Mausoléo aurait été fondé par une tribu espagnole deux siècles environ avant Jésus-Christ, au lieu-dit Piana al Molino, 200 mètres plus bas que le village actuel. Ce dernier aurait été bâti vers la fin du XIVe siècle. Il comptait alors 45 feux. Ses habitants venaient de San Giovanni : « Musuléu vicariatus giovanei ». l'abbé Juge-André Giudicelli précise dans sa monographie que l'église de San Giovanni était restée encore longtemps l'église paroissiale de Mausoléo avec résidence du Piévan.

### Temps modernes
Au début du XIVe siècle, Mausoléo devient le chef-lieu de la piève de Giussani dont les lieux habités vers 1520 étaient la Cappella, l’Olmo, lo Musuleo, Valica, li Porcili, Lecciole, la Piogiola.
PATRO, "pieve" devenue, en 1789, le canton de Olmi Capella.
Peu avant l’annexion de l’île par la France en 1769, la pieve de Giussani avait 6 villages, Pogiolo, Porcoli, Mausoleo, Uallica, Olmi, e Capella, et comptait 810 habitants. La pieve civile était dans le ressort de la « Giurisditione di Algagliola e Calui ... II. Pieue di Giussani : Poggiolo, e Porcili 303. Mausoleo 96. Uallica 68. Olmi, e Capella 344 ». Sur le plan religieux, le Giussani relevait du diocèse d'Accia et Mariana.
La piève de Giussani deviendra le canton de Padro au 1er juillet 1793.
Par décret du 18 avril 1811 de Napoléon 1er qui fusionna les départements du Golo et du Liamone, le canton du Padro devint celui d'Olmi-Capella.

### Époque contemporaine
- 1954 : la commune de Mausoléo comptait 70 habitants, autant qu'en 2008.
- 1971 - 1973 : Mausoléo intègre le nouveau canton de Belgodère qui est créé avec la fusion imposée des anciens cantons de Muro, Belgodère et Olmi-Cappella.

## Politique et administration
| Période                                  | Période   | Identité                  | Étiquette | Qualité |
| ---------------------------------------- | --------- | ------------------------- | --------- | ------- |
| avant 1988                               | août 2006 | Antoine Fabiani-Antonelli |           |         |
| septembre 2006                           | En cours  | Jean-Toussaint Antonelli  | PRG       |         |
| Les données manquantes sont à compléter. |           |                           |           |         |

## Démographie
L'évolution du nombre d'habitants est connue à travers les recensements de la population effectués dans la commune depuis 1800. Pour les communes de moins de 10 000 habitants, une enquête de recensement portant sur toute la population est réalisée tous les cinq ans, les populations de référence des années intermédiaires étant quant à elles estimées par interpolation ou extrapolation. Pour la commune, le premier recensement exhaustif entrant dans le cadre du nouveau dispositif a été réalisé en 2005.

En 2022, la commune comptait 25 habitants, en évolution de +38,89 % par rapport à 2016 (Haute-Corse : +5,15 %, France hors Mayotte : +2,11 %).
| 1800 | 1806 | 1821 | 1831 | 1836 | 1841 | 1846 | 1851 | 1856 |
| ---- | ---- | ---- | ---- | ---- | ---- | ---- | ---- | ---- |
| 117  | 120  | 139  | 152  | 161  | 166  | 155  | 158  | 158  |

| 1861 | 1866 | 1872 | 1876 | 1881 | 1886 | 1891 | 1896 | 1901 |
| ---- | ---- | ---- | ---- | ---- | ---- | ---- | ---- | ---- |
| 158  | 164  | 172  | 163  | 168  | 175  | 176  | 154  | 156  |

| 1906 | 1911 | 1921 | 1926 | 1931 | 1936 | 1946 | 1954 | 1962 |
| ---- | ---- | ---- | ---- | ---- | ---- | ---- | ---- | ---- |
| 152  | 132  | 131  | 116  | 105  | 103  | 72   | 79   | 70   |

| 1968 | 1975 | 1982 | 1990 | 1999 | 2005 | 2006 | 2010 | 2015 |
| ---- | ---- | ---- | ---- | ---- | ---- | ---- | ---- | ---- |
| 67   | 49   | 38   | 14   | 11   | 12   | 12   | 16   | 17   |

| 2020 | 2022 | - | - | - | - | - | - | - |
| ---- | ---- | - | - | - | - | - | - | - |
| 26   | 25   | - | - | - | - | - | - | - |

## Lieux et monuments

### Patrimoine architectural

#### Architecture sacrée

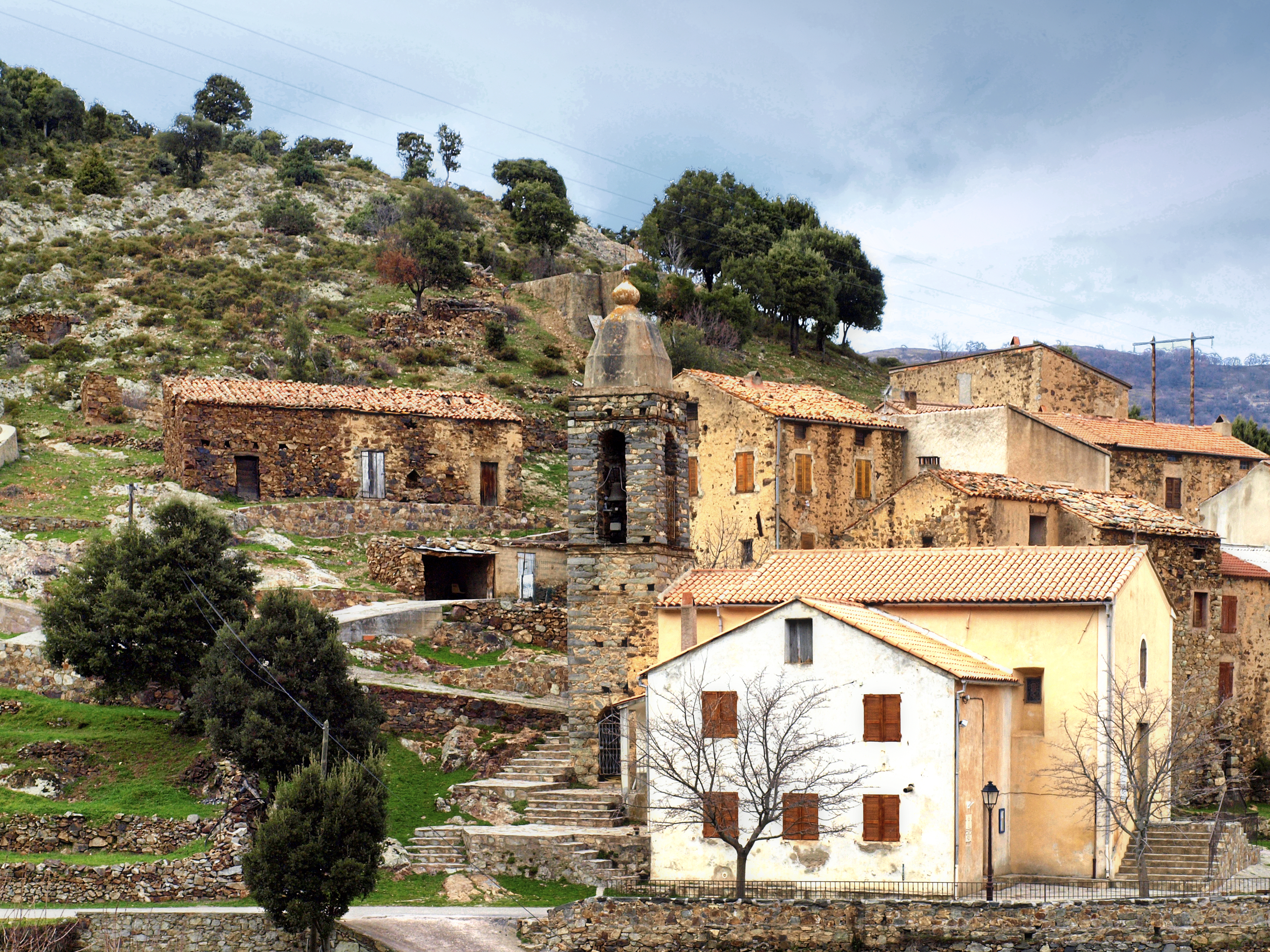
Église San-Salvadore et mairie.

- Église paroissiale San-Salvadore (Saint-Sauveur). Elle a été bâtie au XVIe siècle sur un sanctuaire ancien et remaniée au XVIIIe siècle. Elle présente un petit clocher massif. À l'intérieur se trouvent plusieurs œuvres remarquables : une statue de saint Jean-Baptiste en bois d'olivier, des fonts baptismaux en bois, un tabernacle en bois sculpté et donné par un moine de Corbara, un tableau toile peinte Intercession de la Vierge et de Saint Jean-Baptiste auprès de la Trinité pour les âmes du purgatoire daté de 1680, une bannière de procession, etc.

Sur la façade est apposée une plaque commémorative en marbre sur laquelle est écrit : Ci-gît l'Abbé Antoine Giudicelli professeur au petit séminaire d'Ajaccio décédé à Olmi-Cappella le 16 mai 1921 à l'âge de 38 ans. Requiem.
- La mairie, en bordure de route et attenante à l'église San-Salvadore, est l'ancienne chapelle de la confrérie Santa Croce. Cette dernière a fusionné avec les confréries des trois autres villages du Giussani pour la nouvelle confrérie San Parteu de Pioggiola.

#### Architecture civile

##### Ponts génois
Il existe plusieurs ponts génois sur la commune : 
- pont de l'Alzello, situé sur le ruisseau éponyme[Note 2], au nord du village. Il permet de relier Mausoléo à Olmi-Cappella.
- pont du Francioni, situé au fond de la vallée encaissée du Francioni.
- pont de Melaja, situé sur la rivière Melaja, « à cheval » sur Mausoléo et Asco.

Ces ouvrages se trouvent sur l'itinéraire d'étroits sentiers de transhumance qui autrefois, étaient empruntés par les bergers niolins pour se rendre avec leur troupeau en Balagne ou dans le Filosorma, en passant notamment, par Asco et Bocca di Laggiarello, la maison forestière de Tartagine et Bocca di Tartagine, ou encore Pioggiola, Bocca di Croce d'Olu et au-delà. Un sentier franchit la rivière Melaja, qui prend sa source au pied du Monte Grosso, ouvre une voie d'accès vers le sommet pour ensuite redescendre sur Calenzana.
Au nord, sur la commune de Pioggiola, sont deux autres ponts génois (de Forcili et d'Avarozia) dans la portion du sentier entre Mausoléo et Pioggiola.

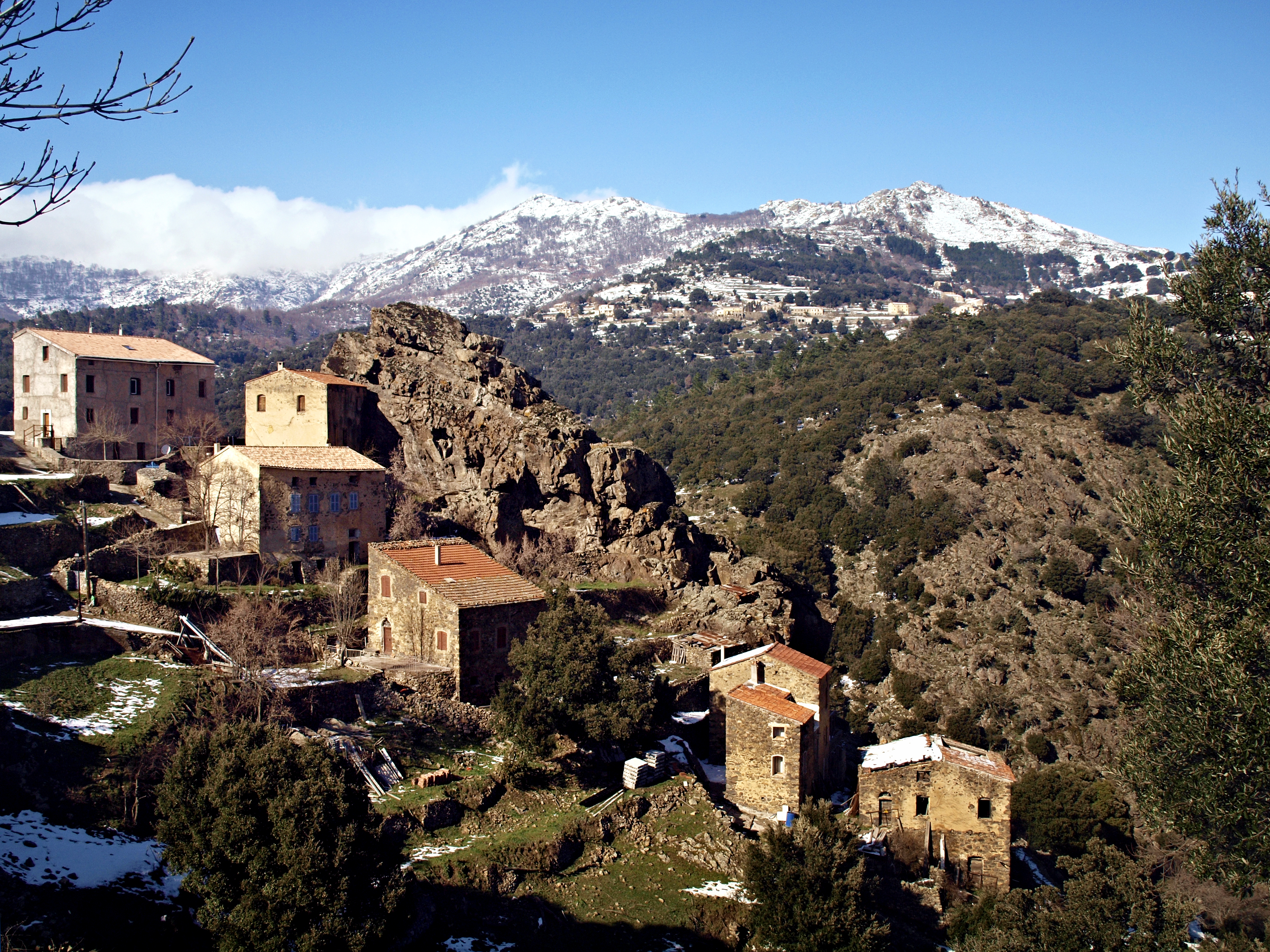
Le monolithe sur le mont Cima
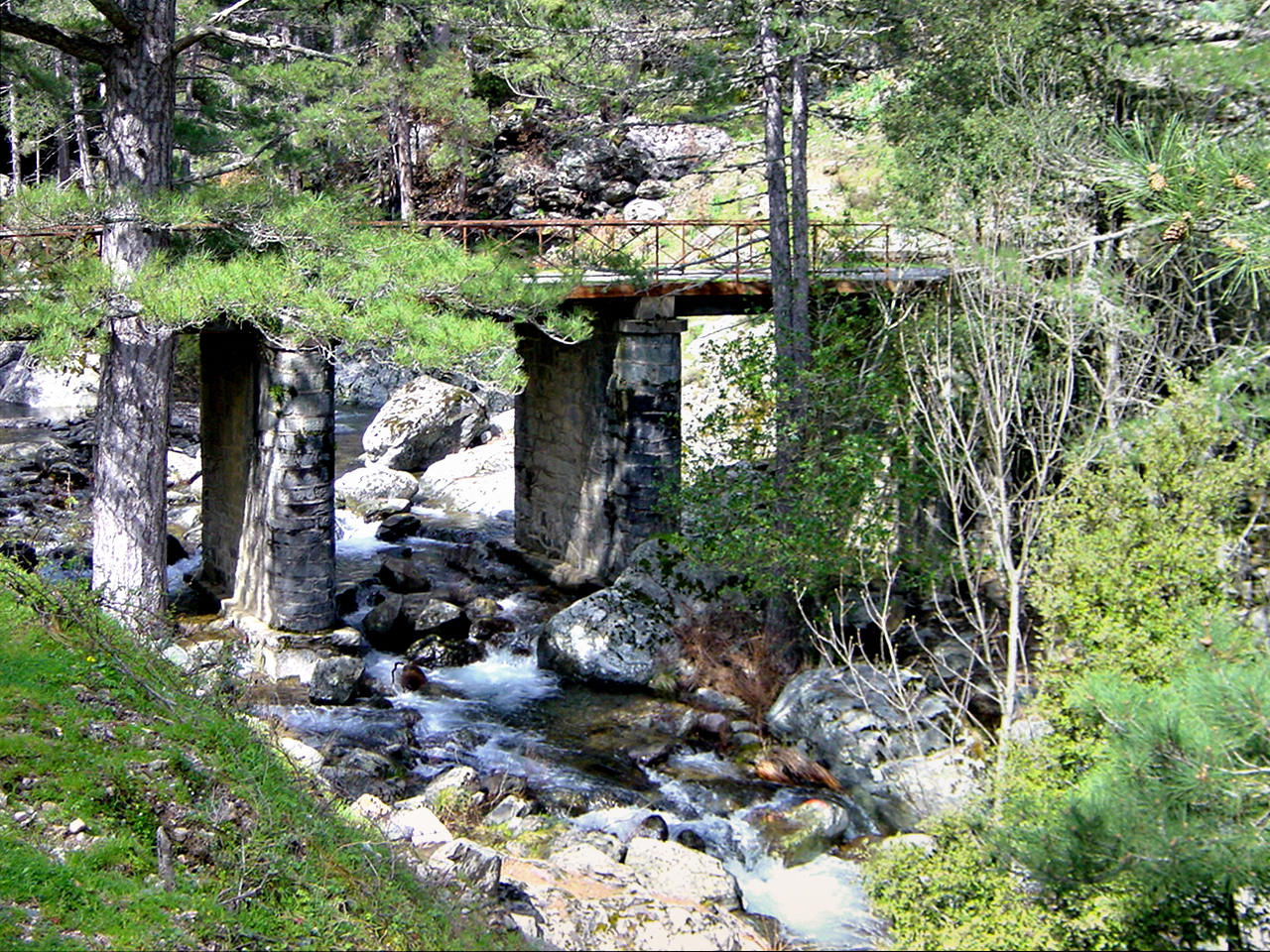
Pont de la D 963 sur la Melaja.
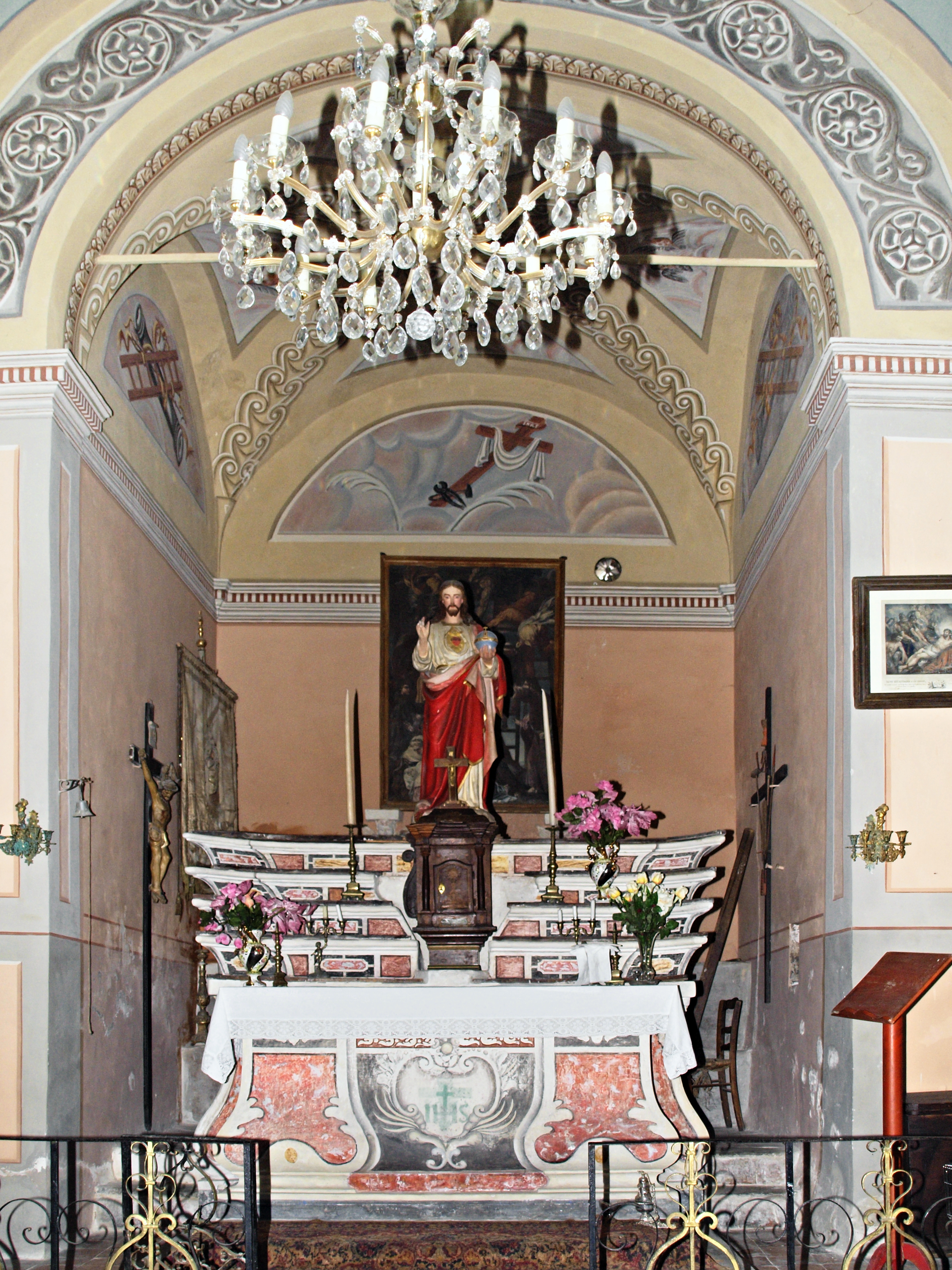
Intérieur de l'église San-Salvadore.

### Patrimoine naturel

#### La forêt domaniale de Tartagine-Melaja
La forêt d'une superficie de 2 783 ha que se partagent les communes d'Olmi-Cappella et de Mausoléo, est classée en zone naturelle d'intérêt écologique, faunistique et floristique. La zone couvre 1 347 ha du territoire communal d'Olmi-Cappella, de Pioggiola et de Mausoléo.
Elle offre de vastes possibilités de balades et de randonnées. L'ancienne maison forestière devenue privée est aujourd'hui un gîte d'étape.

#### La chênaie de Vallica
La commune partage avec les communes d'Asco, d'Olmi-Cappella et de Vallica une forêt d'une superficie de 905 ha, classée en zone naturelle d'intérêt écologique, faunistique et floristique (validation nationale 2011), et qui a pour nom : Chênaie de Vallica.

#### Les crêtes et hauts versants asylvatiques du Monte Cinto
La commune partage avec 15 autres communes, une vaste ZNIEFF (30 803 ha) comprenant l'ensemble du haut massif du Cinto au sens large, où prennent naissance les fleuves et les rivières Golo, Asco, Fango, Figarella, Fiume Seccu, Tartagine et Regino. Cette zone s'étend du col de Battaglia (au nord), au-dessus des villages de Speloncato et de Pioggiola, jusqu'au col de Vergio (au sud).
« Cette chaîne se distingue des autres grands massifs par sa nature géologique constituée en grande partie par des roches d'origine volcanique (rhyolites). La géomorphologie de ces reliefs est marquée par la trace des anciens glaciers (cirques, moraines...) ».

### Autres
- Monolithe. Au milieu du village, sur un petit mont appelé Cima, se trouve une pierre branlante qui pèse plus de 3 tonnes, qu'un homme seul pourrait faire bouger.
- Monument aux morts

#### Cinéma
Mausoléo apparaît dans Au cul du loup, un film de Pierre Duculot, avec Christelle Cornil et François Vincentelli, sorti en 2012

Ce film fut en compétition au festival du premier film d'Annonay 2012.
Dans le film, une jeune femme quitte sa vie qui la lasse et va s'installer dans une vieille maison mal entretenue que son grand-père lui a léguée. Elle s'attache vite au lieu et à ses habitants et décide de rénover la maison qui part en ruines.

## Manifestations
- Fête patronale, Saint Jean-Baptiste, le 24 juin de chaque année.

## Association
L'Aria (Association des rencontres internationales artistiques), créée en 1998 par l'acteur Robin Renucci, est un pôle d'éducation et de formation par la création théâtrale dans la tradition de l'éducation populaire. Des rencontres théâtrales ont lieu toute l'année, surtout en été avec les Rencontres internationales de théâtre en Corse dans le Ghjunsani. Elle a son siège à Olmi-Cappella.